# Lais Ribeirová
Lais Ribeirová, rodným jménem Laís Pereira de Oliveira (* 5. října 1990 Teresina), je brazilská modelka.
Původně studovala zdravotní školu. V roce 2008 se jí narodil syn Alexandre. Od roku 2009 dělala módní přehlídky pro návrháře jako Shiatzy Chen, Chanel, Louis Vuitton, Gucci, Dolce & Gabbana, Versace, DKNY, Dior, Roberto Cavalli, Blumarine, Moschino, Balmain, Jean-Paul Gaultier, Alexandre Vauthier, Elie Saab, Alexander Wang, Guy Laroche a Marc Jacobs. Objevila se v časopise Vogue a v reklamních kampaních Ralph Lauren, Christian Dior, Tom Ford, GAP a American Eagle.
Nejznámější je její práce pro značku Victoria's Secret. Zúčastnila se jejích přehlídek v letech 2010, 2011, 2013, 2014, 2015, 2016, 2017 a 2018 a reklam k Vánocům 2011 a svatému Valentýnu 2012. Od roku 2015 je jednou z Victoria's Secret Angel. V roce 2017 pózovala pro plavkové vydání Sports Illustrated Swimsuit Issue.
Jejím snoubencem je basketbalista Joakim Noah.